# A Hoàng
A Hoàng (sinh ngày 31 tháng 7 năm 1995 tại huyện Đăk Glei, tỉnh Kon Tum, người dân tộc Giẻ-Triêng) là cầu thủ bóng đá chuyên nghiệp Việt Nam đang thi đấu cho câu lạc bộ Hoàng Anh Gia Lai và đội tuyển quốc gia Việt Nam.

## Sự nghiệp
Chàng tuyển thủ trẻ này chỉ sống xung quanh là núi rừng, nhưng niềm đam mê bóng đá đã có trong Hoàng từ nhỏ. A Hoàng đã thể hiện tốt trên sân cỏ, tạo được thiện chí và gây sự chú ý với HLV Nguyễn Hữu Thắng ở CLB Hoàng Anh Gia Lai và được tuyển về đào tạo. Từ đó, anh được tiếp xúc với môi trường bóng đá chuyên nghiệp, được đào tạo và tập với những người thầy, đồng đội. Điều này đã giúp sự nghiệp bóng đá của Hoàng bắt đầu có sự tiến triển và bước sang chặng đường là cầu thủ chuyên nghiệp.

## Sự nghiệp cầu thủ
Năm 2016, Hoàng chính thức khoác trên người màu áo U22 Việt Nam để tham dự thi đấu tranh cúp tại Vũ Hán, Trung Quốc. Khả năng công thủ toàn diện của anh đã gây ấn tượng rất lớn với CLB HAGL. Sau khi thi đấu và trở về Hàm Rồng thì sau 1 mùa cho mượn ở đội hạng Nhất Phú Yên, chàng tuyển thủ trẻ này đã được giữ lại đội 1 HAGL, sau mùa bóng 2016 mà không phải ai cũng được vào.
Chàng tuyển thủ trẻ của núi rừng Tây Nguyên được huấn luyện viên Hữu Thắng một lần nữa được nâng lên đội tuyển U-23 Việt Nam khi có trận giao hữu với đội tuyển U23 Malaysia. Khi thi đấu, cầu thủ A Hoàng đã chơi rất xuất sắc, lấy luôn suất đá chính và tạo được ấn tượng với vị trí bên hành lang phải.

## Phong cách chơi bóng
A Hoàng gây ấn tượng mạnh không chỉ ở khả năng tranh chấp, mà còn ở kỹ năng bật nhả và hỗ trợ tấn công rất tốt của mình. Bên cạnh các đường chuyền, anh cũng thường xuyên gây đột biến nhờ những pha dốc bóng hoặc sút xa nguy hiểm.

## Thống kê sự nghiệp

### Đội tuyển quốc gia
Tính đến ngày 29 tháng 3 năm 2017.
| Việt Nam  | Việt Nam | Việt Nam |
| Năm       | Số trận  | Số bàn   |
| --------- | -------- | -------- |
| 2017      | 2        | 0        |
| Tổng cộng | 2        | 0        |